# RPD輕機槍
RPD（俄语：Ручной Пулемет Дегтярева，РПД，意為「捷格佳廖夫轻机枪」）是一种由瓦西里·捷格佳廖夫设计，苏联制的7.62×39毫米口徑轻机枪，用於取代自二戰前便已裝備蘇軍的7.62×54毫米口徑DP輕機槍。RPD曾經是华沙条约组织的制式轻机枪，並為蘇聯戰後的第一代班用支援武器。

## 歷史
苏联槍械設計師瓦西里·捷格佳廖夫早在1943年就已经设计了RPD轻机枪。1944年初在二战中少数RPD轻机枪在对德国的前线进行了测试，并被限量使用。由于当时第二次世界大战正在进行，一直到战后才大规模装备苏联部队。RPD亦是第一款使用7.62×39毫米子弹的机枪，與SKS及AK所使用的彈藥相同。

## 设计

### 造型
RPD擁有兩根可以疊起來的兩腳架。其彈藥從彈鼓中透過一條100發子彈的金屬彈鏈輸送。彈鼓裝在機匣下方，彈鏈從左邊進入機匣。RPD使用7.62×39毫米子彈，但因使用專門的金屬彈鏈來給彈，並無法直接使用一般步槍的彈匣。其槍托和手柄是木製品，其餘部分為钢製。在發射機制方面，RPD採用瓦斯氣壓傳動式，在槍栓左右兩側各有一突耳，利用這兩個突耳，使槍機與槍機容納部完成閉合，屬於典型的狄格帖諾夫設計。

### 型号
RPD最初是在苏联制造的，这里它一共有过五个不同的型号，但这些型号没有名称：
- 最早的型号在子弹进入机枪的孔上还没有防尘蔽，但是在照門的右面有一个钮来校准侧风
- 第二个型号也没有防尘蔽，瞄准器旁的钮在其左边
- 第三个型号有一个防尘蔽
- 第四个型号拥有与第三个型号一样的改善，此外它的气管比较长，枪托有垫子。这个型号有时也被称为
- 第五个型号如第四个型号，此外防尘蔽加强，在枪托上还装配有多节的清洁杆

### 其它获得允许生产RPD的国家

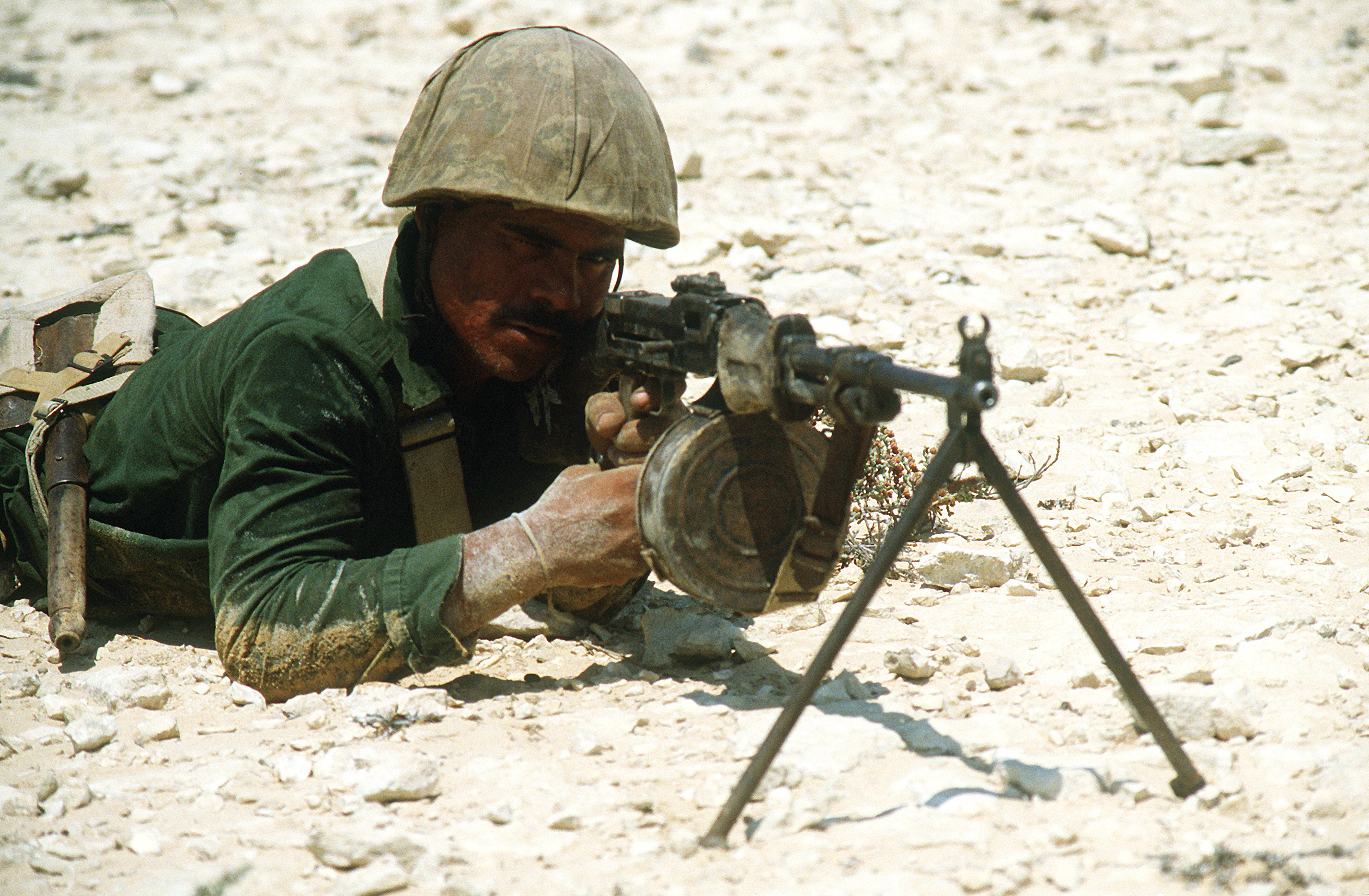
一名埃及海軍陸戰隊員使用RPD

- 56式：中華人民共和国仿製的RPD，相当于第三型。
- 56-1式：这个型号也是中国生产的，相当于第五型。
- 62式：朝鲜民主主义人民共和国仿製的RPD。

### 普及

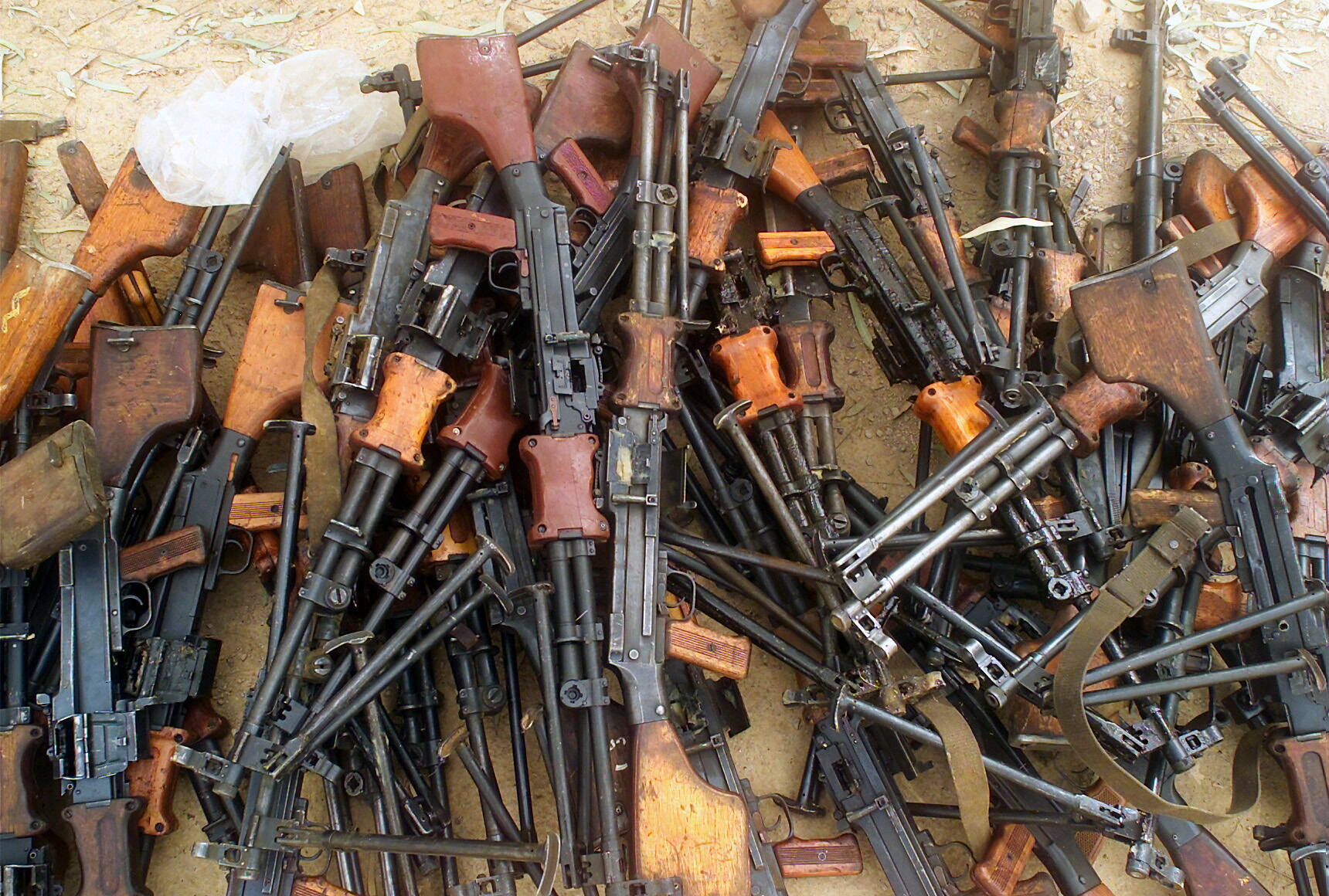
伊拉克戰爭期間被美軍繳獲的一批RPD

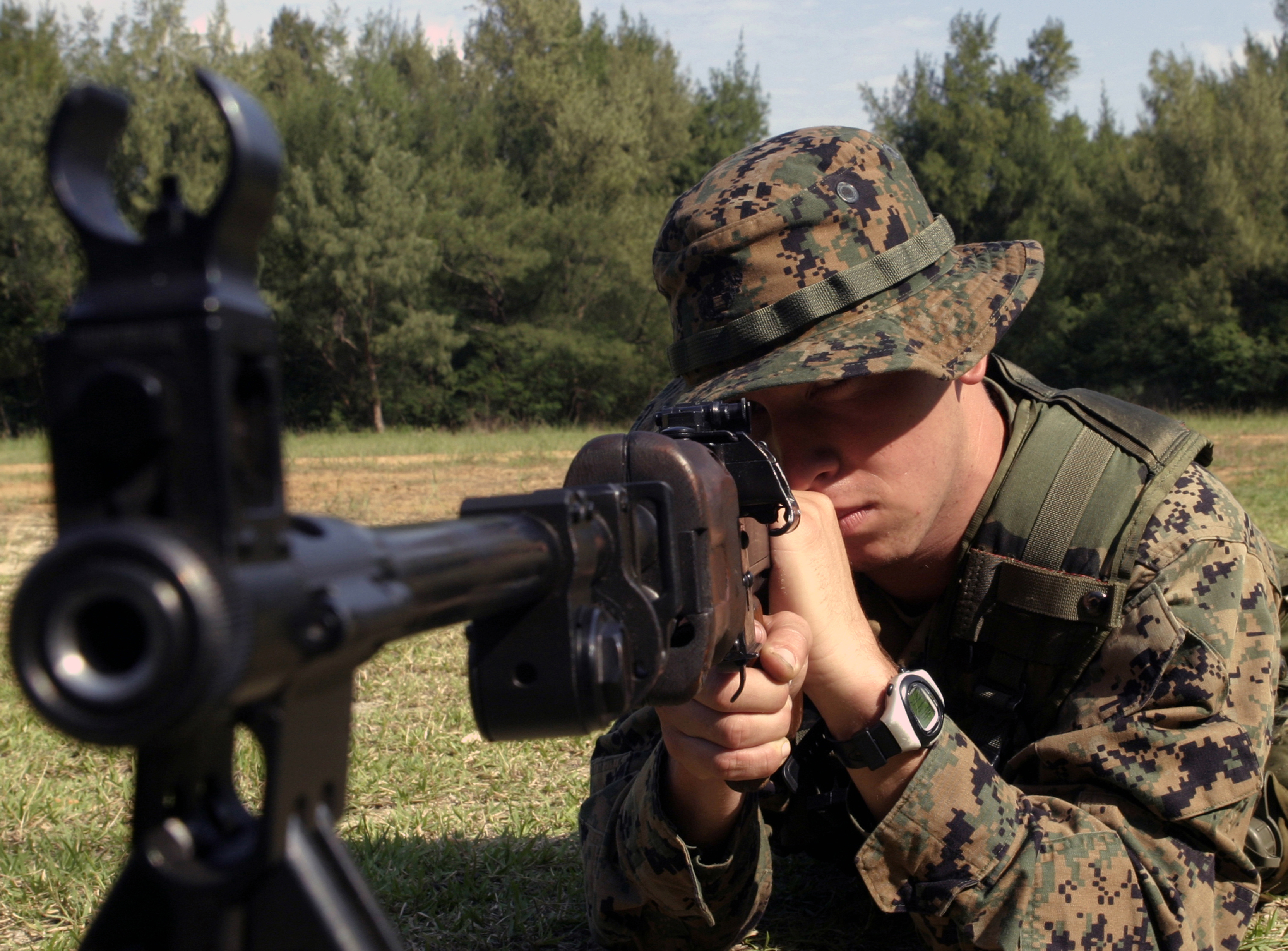
一名美国海军陆战队員以RPD瞄準

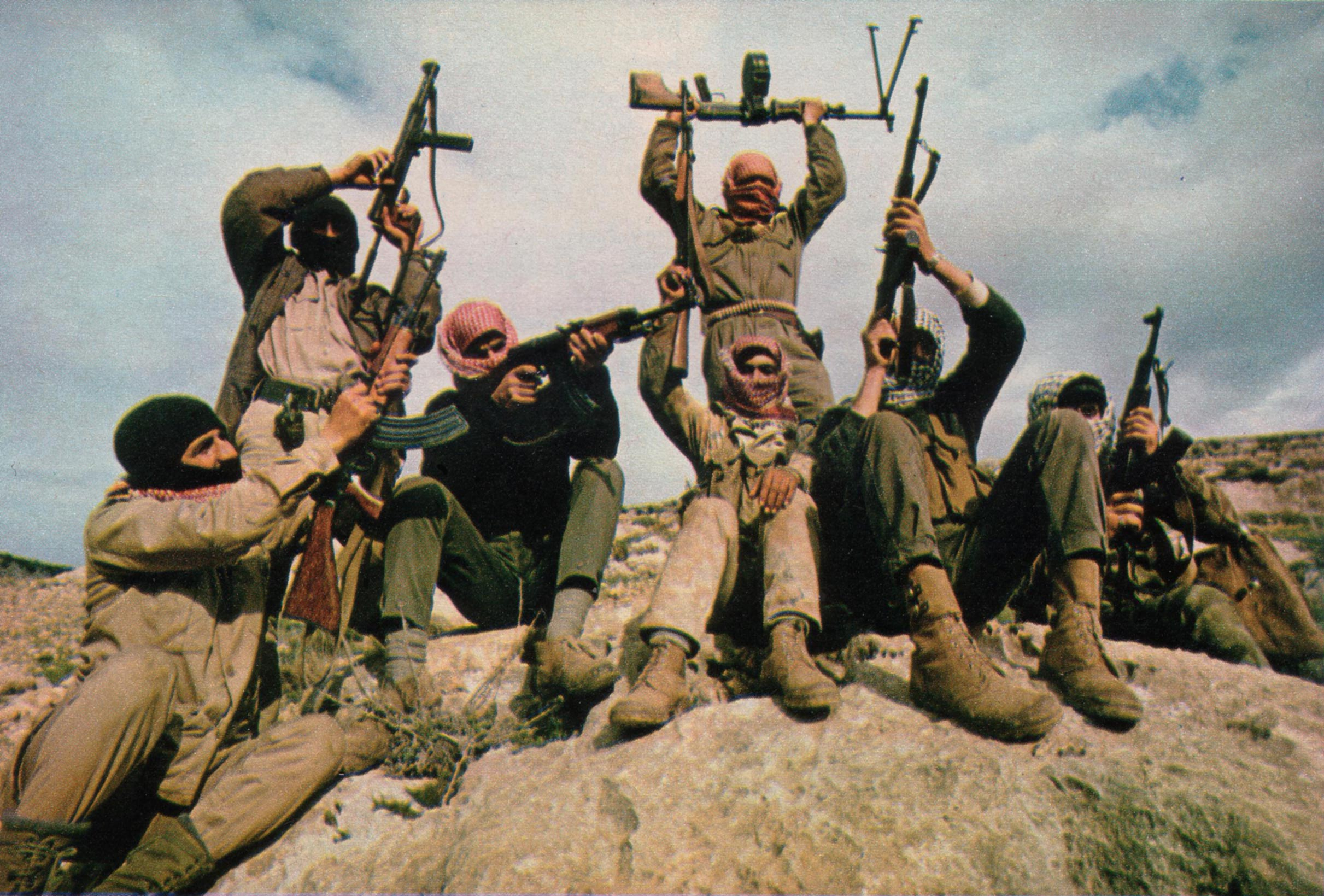
解放巴勒斯坦人民陣線也有使用RPD

苏联於1944年開始少量裝備RPD，但由於數量較少，所以並沒有普遍地在二戰中使用。蘇軍在二戰結束後到1960年代初期曾大量裝備RPD，直到被RPK取代後退役。RPD之所以被取代的原因源於其不可散式彈鏈及供彈結構的設計，令其無法跟AK步槍共用供彈具和零件。RPD在蘇軍退役後被蘇聯當局大量以軍援或其他名義出口到多個盟國及共產主義游擊隊，並在冷戰期間大量出現在多場位於東南亞、中東和非洲等地的武裝衝突當中。例如越南（當時仍然為北越）最早在越南战争中獲蘇聯及中華人民共和國軍援得到大量RPD和56式班用機槍，至今仍然為越南人民軍的制式輕機槍。而現在於大多数國家中服役的RPD已普遍被RPK或其他更先進的机枪所取代，但一些第三世界国家至今依然使用。
RPD在中華人民共和國及朝鮮民主主義人民共和國等部分國家都獲授權生產或被無牌仿製，埃及也拥有制造和出口RPD的许可。

## 使用國

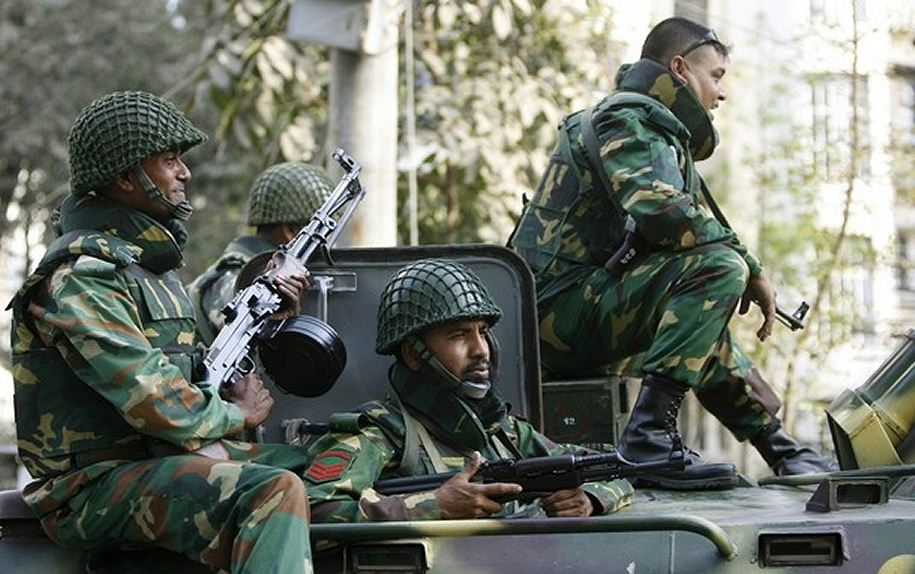
在BTR-80裝甲運兵車上手持RPD輕機槍的孟加拉士兵

- 阿尔巴尼亚
- 阿尔及利亚
- 安哥拉
- —使用56式班用機槍。
- 柬埔寨
- 中非
- 中华人民共和国—仿製成56式班用機槍。
  - 中國人民解放軍（已退役）
  - 中國人民武裝警察部隊
- 刚果共和国
- 刚果民主共和国
- 埃及
- 赤道几内亚
- 衣索比亞
- 印度尼西亞
- 以色列
  - 以色列國防軍：使用繳獲品。
- —仿製成62式輕機槍。
  - 朝鮮人民軍
- 科索沃
- - 老撾人民軍
- 黎巴嫩
- 利比里亚
- 利比亞
- 摩洛哥
- 緬甸
- 尼加拉瓜
- 奈及利亞
- 巴基斯坦—使用56式班用機槍。
- 巴勒斯坦
- 秘魯
- 俄羅斯—繼承自前蘇聯，在俄羅斯入侵烏克蘭期間仍有使用。
- 塞舌尔
- 索馬利蘭
- 南非
  - 南非國防軍：使用繳獲品。
- 南蘇丹
- 斯里蘭卡—使用56式班用機槍。
- 苏丹
- 叙利亚
- 坦桑尼亚
- 泰國
  - 泰國遊騎兵（英语：Thahan Phran）：使用繳獲品。
- 多哥
- 土耳其
- 乌干达
- 乌克兰—繼承自前蘇聯，在俄羅斯入侵烏克蘭期間仍有使用。
- 越南
  - 越南人民軍
- 葉門
- 辛巴威

### 前使用國
- 阿富汗
- 古巴
  - 古巴革命武裝部隊（英语：Military of Cuba）：被RPK輕機槍所取代。
- 爱沙尼亚—在蘇聯解體恢復獨立後曾引進過中國製56式班用機槍，目前已退役。
- 芬兰
  - 芬蘭國防軍
- 东德
  - 國家人民軍：於1960年代被RPK輕機槍所取代。
- 匈牙利人民共和国
  - 匈牙利人民軍：被RPK輕機槍所取代。
- 伊拉克
- 马来西亚
- 馬爾他
  - 馬耳他武裝部隊（英语：Military of Malta）：曾使用中國製56式班用機槍和北韓製62式輕機槍。
- 蒙古人民共和国：於1960年代被RPK輕機槍所取代。
- 波蘭人民共和國
  - 波蘭人民軍：被本土生產的RPK輕機槍所取代。
- 罗马尼亚社会主义共和国
  - 羅馬尼亞人民軍：被本土生產的RPK輕機槍所取代。
- 羅德西亞
  - 羅德西亞安全部隊：使用繳獲品。
- 苏联
  - 蘇聯武裝力量：於1960年代被RPK輕機槍所取代。
- 美国
  - 美國武裝部隊：於越戰期間由特種部隊和長距離偵察巡邏單位使用繳獲品。

## 登場作品

### 電影
- 2007年—《狙擊生死線》：由直升機槍手所使用。
- 2014年—《名嘴出任務》：由朴淑英（黛安娜·方飾演）用以向朝鮮人民軍士兵開火。

### 電子遊戲
- 2004年—《戰地風雲：越南》：北越軍陣營突擊兵武器。
- 2007年—《決勝時刻4：現代戰爭》及重製版：命名為“RPD”，刻有中華人民共和國46號兵工廠的標記（僅出現於重製版遊戲），載彈量100發。重製版中玩家角色會在重新裝填動作完畢後才拉動拉機柄。戰役模式中由俄羅斯政府軍、極端民族主義黨武裝份子和阿薩德派系叛軍所使用，也在部份關卡中作為固定武器登場。聯機模式中則作為解鎖武器登場，可由所有陣營使用，並可作定制改裝。
- 2009年—《決勝時刻：現代戰爭2》及重製版：命名為“RPD”，機匣頂部裝有皮卡汀尼導軌鏡橋，載彈量100發。重製版中更正了鏡橋的正確固定方式，玩家角色在開始重新裝填前會先移開鏡橋，完成裝填後才把它推回原位，並拉動拉機柄。戰役模式中由俄羅斯極端民族主義黨武裝力量、馬卡洛夫的私兵、巴西武裝團伙、阿富汗叛軍和影子連所使用。聯機模式中則作為解鎖武器登場，可由所有陣營使用，並可作定制改裝。
- 2012年—《決勝時刻：黑色行動II》：命名為“RPD”，機匣頂部裝有皮卡汀尼導軌鏡橋（在1980年代關卡中登場可視為一種時代錯誤），載彈量100發。僅在戰役模式和殭屍模式中登場。戰役模式中由安哥拉人民解放運動、古巴軍隊、阿富汗聖戰者、蘇聯軍隊、巴拿馬國防軍及梅嫩提斯販毒集團所使用，也可在解鎖後由玩家角色裝備，並可作定制改裝。
- 2015年—《戰術小隊》：由叛軍所使用。
- 2017年—《世界大戰：英雄》：命名为“RPD”；在某一次更新後奇怪地失去了彈鏈細節。
- 2020年—《決勝時刻：黑色行動冷戰》：命名為“RPD”，載彈量75發，奇怪地使用可散式彈鏈。戰役模式中由中情局、蘇聯軍隊和古巴軍隊所使用。

### 動畫
- 2020年—《達爾文遊戲》：由前坂隆二（聲優：八代拓）所使用。

### 輕小說
- 2014年—《刀劍神域外傳Gun Gale Online》：鋸短了槍管並移除兩腳架，由ZEMAL小隊的“碧碧”所使用。